# Makimoto Taizan
Taizan Makimoto (sinh ngày 8 tháng 2 năm 1986) là một cầu thủ bóng đá người Nhật Bản.

## Sự nghiệp câu lạc bộ
Taizan Makimoto đã từng chơi cho Kyoto Purple Sanga và Ehime FC.